# Carlos Estrada
Carlos Enrique Estrada (Tumaco, 1 november 1961) is een voormalig profvoetballer uit Colombia. Hij speelde als aanvallende middenvelder en beëindigde zijn carrière in 1992. Nadien werd hij trainer. Zijn bijnaam luidt La Gambeta.

## Clubcarrière
Estrada speelde tien seizoenen in eigen land bij onder meer Deportivo Cali en Millonarios. Met die laatste club werd hij tweemaal Colombiaans landskampioen.

## Interlandcarrière
Estrada kwam in totaal twaalf keer (één doelpunt) uit voor de nationale ploeg van Colombia in de periode 1989–1991. Hij maakte zijn debuut op 3 februari 1989 in het vriendschappelijke thuisduel tegen Peru, dat Colombia met 1-0 won door een rake strafschop van doelman René Higuita. Het duel was tevens het debuut van Wilson Pérez en Rubén Darío Hernández. Hij nam met Colombia deel aan het WK voetbal 1990.
| Interlanddoelpunt | Interlanddoelpunt | Interlanddoelpunt | Interlanddoelpunt | Interlanddoelpunt | Interlanddoelpunt | Interlanddoelpunt | Interlanddoelpunt |
| №                 | Datum             | Locatie           | Wedstrijd         | Goal(s)           | Score             | Uitslag           | Wedstrijd         |
| ----------------- | ----------------- | ----------------- | ----------------- | ----------------- | ----------------- | ----------------- | ----------------- |
| 1                 | 04/05/1990        | Chicago           | Colombia – Polen  | 11'               | 1 – 0             | 2 – 1             | Oefeninterland    |

## Erelijst
Millonarios
- Copa Mustang

1987, 1988